# Anthony F.J. van Raan
Anthony (Ton) F.J. van Raan (Breda, 1945) is emeritus hoogleraar kwantitatieve wetenschapsstudies.

## Loopbaan
Van Raan studeerde wiskunde, natuurkunde en sterrenkunde aan de Universiteit Utrecht (1963-1969) en promoveerde in 1973 op onderzoek aan de interactie tussen elektronen en heliumatomen. Aansluitend werkte hij aan de Universiteit Bielefeld, waar hij astrofysica doceerde en onderzoek verrichtte op het gebied van de atoomfysica. Vanaf 1977 was hij onderzoeker aan de Universiteit  Leiden. Hij was als gastmedewerker verbonden aan onderzoeksinstituten in Frankrijk, het Verenigd Koninkrijk en de Verenigde Staten. In 1985 veranderde hij van vakgebied en startte onderzoek  naar de ontwikkeling van wetenschap en technologie op basis van wereldwijde gegevens over publicaties en octrooien, en citaties hiernaar. Dit vakgebied wordt veelal bibliometrie genoemd. Hij is de oprichter (1986) van het Centre for Science and Technology Studies (CWTS), Universiteit  Leiden, en tot 2010 directeur. In 1991 werd hij benoemd tot hoogleraar Kwantitatieve wetenschapsstudies.  In 2010 ging hij met emeritaat maar bleef verbonden aan het CWTS.

## Onderzoek
Het belangrijkste onderzoeksgebied van Ton van Raan betreft het ontwerpen, construeren en toepassen van kwantitatieve indicatoren over belangrijke aspecten van wetenschap en technologie. Zijn werk omvat het met geavanceerde netwerkanalyses in kaart brengen van wetenschappelijke en technologische gebieden en hun recente ontwikkeling en interacties, in het bijzonder onderzoek met betrekking tot belangrijke sociaaleconomische kwesties; onderzoek naar wetenschappelijke vooruitgang en beoordeling van wetenschappelijke prestaties gebruikmakend van citatie-analyse; statistische eigenschappen van indicatoren; wetenschap als een 'zelf-organiserend' cognitief ecosysteem. In dit werk gebruikt hij elementen uit de natuurkunde en wiskunde, met name complexe systemen. Vanaf 2016 onderzoekt hij ook schaalverschijnselen in stedelijke systemen en als toepassing hiervan de bestuurlijke consequenties, met name met betrekking tot gemeentelijke herindeling van compacte stedelijke gebieden.
Van Raan publiceerde meer dan honderd artikelen over wetenschaps- en technologiestudies. Hij is de redacteur van het standaard Handbook of Quantitative Studies of Science and Technology en lid van de redactieadviesraden van de tijdschriften Research Evaluation, Scientometrics en Quantitative Studies of Science.

## Onderwijs
Van Raan initieerde in 1986 de internationale Science and Technology Indicators Conference die jaarlijks georganiseerd wordt, om de vier jaar in Leiden. In 1991 startte hij met de jaarlijkse CWTS Graduate Course in Science and Technology Studies. Hij is regelmatig invited lecturer aan buitenlandse universiteiten en in de jaarlijkse European Summerschool for Scientometrics (ESSS).

## Advies
Van Raan's advies is gebruikt door veel en uiteenlopende organisaties binnen en buiten Nederland: overheden, de OESO, wetenschappelijke organisaties zoals de Nederlandse Organisatie voor Wetenschappelijk Onderzoek (NWO), de Koninklijke Nederland Academie van Wetenschappen (KNAW), de Deutsche Forschungsgemeinschaft (DFG), Fraunhofer-Gesellschaft en door het bedrijfsleven, met name Elsevier. In 2013-2015) was hij lid van de Expert Group on Monitoring and Evaluation van de European Research Council (ERC). In 2010 richtte Van Raan het spin-off bedrijf Science Consult op voor advies op het gebied van onderzoeksevaluatie en wetenschapsbeleid.

## Onderscheidingen
In 1995 ontving hij met de Amerikaanse socioloog Robert K. Merton de Derek de Solla Price Award, de hoogste internationale onderscheiding op het gebied van wetenschapsstudies. Bij zijn afscheid als CWTS-directeur in 2010 werd hij benoemd tot ridder in de Orde van de Nederlandse Leeuw.

## Leiden
Van Raan was bestuurslid van de Stichting Lucas van Leyden Mecenaat ter ondersteuning van Kunstmuseum De Lakenhal . Daarnaast is hij bestuurslid van de Leidse Regio Kring ter stimulering van de sociaaleconomische ontwikkeling van de Leidse stadsregio. Hij is adviseur van het stadsbestuur over de ontwikkeling van Leiden en haar relatie met de universiteit. Hij was nauw betrokken bij de renovatie van het Aalmarkt-gebied in de Leidse binnenstad en trad namens de Universiteit op als pleitbezorger voor de herintroductie van de tram (RGL) in Leiden, met name het traject binnenstad - Bioscience Park - kust.

## Persoonlijk
Van Raan is gehuwd, en heeft drie zonen en vier kleinkinderen.